# Crest Farm Canadian Memorial

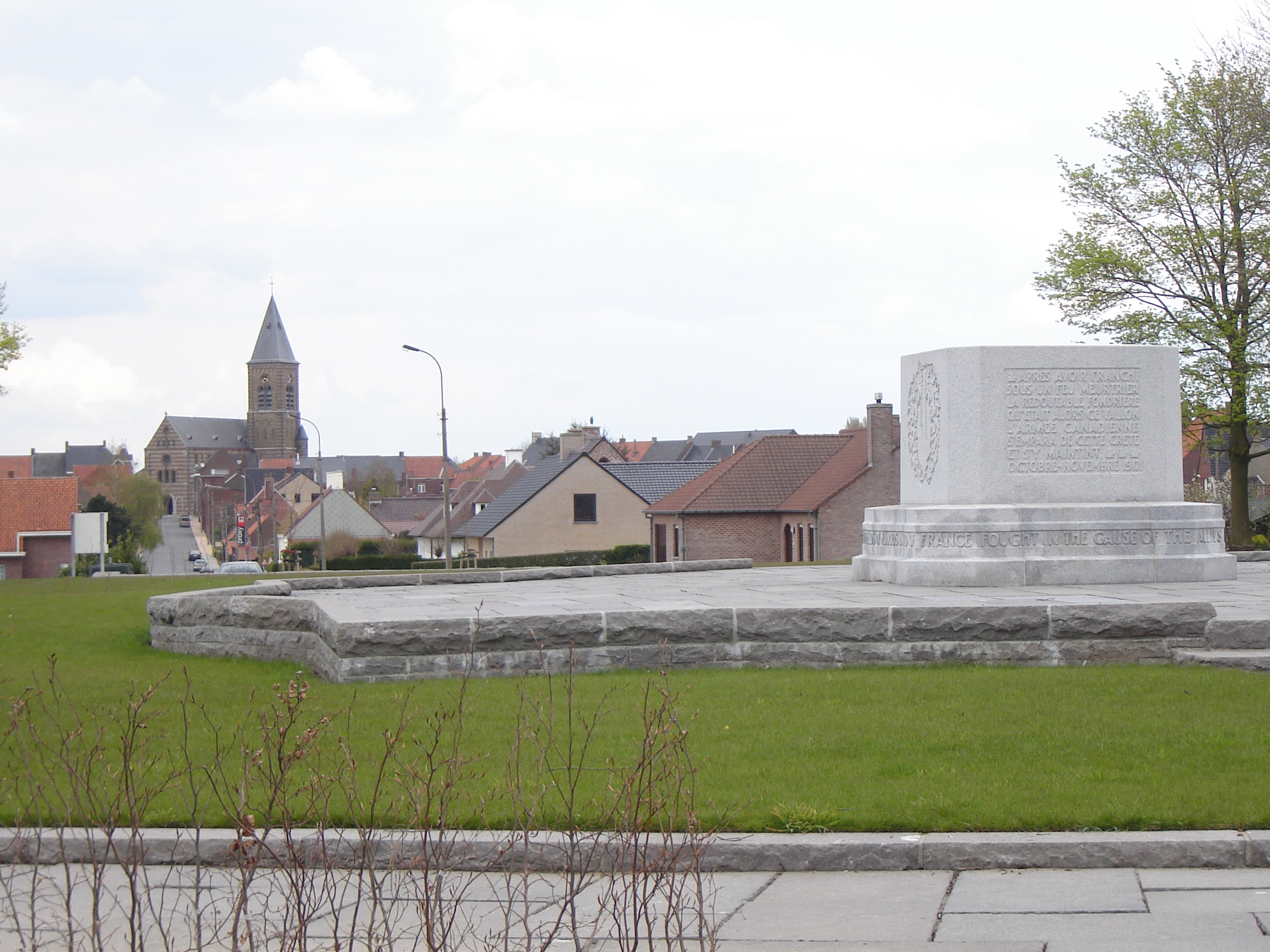
Crest Farm Canadian Memorial

Het Crest Farm Canadian Memorial is een oorlogsmonument in de tot de West-Vlaamse gemeente Zonnebeke behorende plaats Passendale, gelegen aan de Canadalaan.

## Geschiedenis
Het monument herinnert aan de Derde Slag om Ieper, waarbij Passendale na 100 dagen en grote verliezen op de Duitsers werd veroverd. In de laatste fase werden daarbij de Australische en Nieuw-Zeelandse troepen door Canadese troepen afgelost. Deze bereikten op 30 oktober de heuvels ten zuidwesten van Passendale (Goudberg en Crest Farm). Van daar uit kon Passendale worden bereikt: een terreinwinst van enkele honderden meters ten koste van 15.000 à 16.000 gesneuvelde Canadezen.
Crest Farm, gelegen op een hoogte, werd uiteindelijk op 30 november door de Canadezen ingenomen. Het dorp, of wat daar van over was, moest in het voorjaar van 1918 weer aan de Duitsers worden prijsgegeven.
Het huidige monument staat op de plaats waar eens Crest Farm stond. Het werd opgericht ná 1923. Eerst wilde men op een zestal plaatsen het beeld "The Brooding Soldier" (te Sint-Juliaan) kopiëren, maar daar heeft men van afgezien om het indrukwekkende beeld in zijn waarde te laten.

## Monument
Het betreft een kunstmatige heuvel die betreden wordt via een hardstenen trap. Op de heuvel is een cirkelvormig platform met in het midden een blok graniet uit Quebec. Verder is er een oriëntatietafel en een informatietafel.
Vanaf de heuvel heeft men een panorama van het dorp.